# Dolichopus triangularis
Dolichopus triangularis är en tvåvingeart som beskrevs av Smirnov 1948. Dolichopus triangularis ingår i släktet Dolichopus och familjen styltflugor. Inga underarter finns listade i Catalogue of Life.